# Миссия Ивакуры
Миссия Ивакуры (яп. 岩倉使節団 Ивакура сисэцудан) — японская правительственная миссия 1871—1873 годов в Европу и Америку, возглавляемая Ивакурой Томоми. Посольство направлялось в 15 стран, с которыми у Японии к 1871 году были установлены дипломатические отношения. В задачи посольства входили пересмотр неравноправных договоров с этими державами и ознакомление с их культурой и государственным устройством.

миссия Ивакуры, слева направо:
Кидо Такаёси, Ямагути Наоёси, Ивакура Томоми, Ито Хиробуми, Окубо Тосимити

Идея отправки представительной миссии в Европу и Соединённые Штаты принадлежала Ито Хиробуми, занимавшему в то время должность заместителя министра промышленности. В это время правительство не представляло собой сплочённой команды. Члены миссии опасались, что за время их отсутствия оставшимися членами правительства могут быть предприняты действия, с которыми они не согласятся. Тогда 9 ноября 1871 года, за три дня до отплытия, был подписан договор между Ивакурой Томоми (представителем отплывавших) и Сайго Такамори (представителем остававшихся). По этому договору, состоявшему из 12 пунктов, правительство и миссия обязывались постоянно обмениваться информацией. Правительство обещало не проводить кардинальных реформ.
12 ноября 1871 года миссия Ивакуры отплыла из Иокогамы в Сан-Франциско на американском корабле «Америка» (японских кораблей, способных переплыть Тихий океан, тогда ещё не было).
Миссию возглавил Ивакура Томоми (министр иностранных дел). Его заместителями были назначены Кидо Такаёси (государственный советник), Окубо Тосимити (министр финансов), Ито Хиробуми (заместитель министра промышленности) и Ямагути Наоёси из Министерства иностранных дел. В состав посольства вошло 48 полноправных членов и 59 студентов, включая пятерых дочерей самураев в возрасте от 8 до 15 лет.
В Сан-Франциско миссию ожидал торжественный приём в «Гранд-отеле», где собрались около 300 представителей американской политической элиты. Когда члены миссии попытались начать переговоры с американским правительством о пересмотре договоров, им было указано, что у Ивакуры Томоми отсутствуют документы, дающие миссии необходимые полномочия. Ито Хиробуми и Окубо Тосимити вернулись в Японию за документами, однако это оказалось бесполезным, так как переговоры зашли в тупик.
Летом посольство покинуло Соединённые Штаты и отправилось в Европу, где оно посетило такие страны, как Англия, Франция, Бельгия, Голландия, Германия, Россия, Дания, Швеция, Италия, Австро-Венгрия и Швейцария. Стало ясно, что миссия не сможет добиться пересмотра договоров, и поэтому основные её усилия были направлены на сбор информации об этих странах.
В Петербурге весной 1873 г. миссию принимал Александр Горчаков. (О визите миссии в Россию см. Ковальчук М. К. Миссия Ивакура в Санкт-Петербурге. Анализ впечатлений японских посланников о России сто тридцать лет спустя // Япония. 2002—2003. — М.: Макс-Пресс, 2003. — С. 238—255.)
В 1873 году миссия Ивакуры смогла побывать на Всемирной выставке в Вене.
На обратном пути миссия посетила Египет, Аден, Цейлон, Сайгон, Гонконг и Шанхай. 13 сентября 1873 года посольство вернулось на родину. Хотя правительственной миссии Ивакуры так и не удалось добиться пересмотра неравноправных договоров, однако она получила поистине бесценную информацию о современных принципах различных стран.
В 1878 году была опубликована работа придворного историографа Кумэ Кунитакэ «Отчёт о том, что увидела специальная полномочная комиссия, путешествуя по Америке и Европе» (яп. 特命全権大使米歐回覧実記), состоявшая из 100 свитков: Америке и Англии было отведено по 20 свитков, Германии — 10, Франции — 9, России — 5.